# モートン・イーデン (初代ヘンリー男爵)
初代ヘンリー男爵モートン・イーデン（英語: Morton Eden, 1st Baron Henley GCB PC FRS、1752年7月8日 – 1830年12月6日）は、グレートブリテン王国の外交官、アイルランド貴族。

## 生涯
第3代準男爵サー・ロバート・イーデンとメアリー・デイヴィソン（Mary Davison、ウィリアム・デイヴィソンの娘）の末男として、1752年7月8日にカウンティ・ダラムのウエスト・オークランドで生まれた。1770年7月13日、オックスフォード大学クライスト・チャーチに入学したが、学位は修得しなかった。
24歳で外交官になり、1776年10月10日に在バイエルンイギリス公使およびレーゲンスブルク帝国議会駐在イギリス公使に任命された。公使としての実績を評価され、1779年2月に在デンマークイギリス特命公使に昇進、1782年に在ドレスデン（ザクセン）イギリス特命全権公使に転じた。1791年にザクセン＝ゴータ＝アルテンブルクに派遣され、ザクセン＝ゴータ＝アルテンブルク公エルンスト2世にガーター勲章を授与する代表の1人を務めた後、同年末までに在プロイセンイギリス特命全権公使に異動した。1793年に在オーストリアイギリス特命全権公使に転任、翌年に枢密顧問官に任命されるとともに在スペインイギリス特命全権公使に任命されたが、同年に再び在オーストリア特命全権公使に異動した。
1799年11月、外交官引退とともにアイルランド貴族であるドーセット州におけるチャードストックのヘンリー男爵に叙され、2,000ポンドの年金を与えられた。また、1791年1月16日にバス勲章を授与され、1815年1月のバス騎士団改革でバス勲章ナイト・グランド・クロスに変更された。1800年2月6日、王立協会フェローに選出された。
1830年12月6日にレスターシャーのガムリー・ホール（Gumley Hall）で死去、13日にワトフォードで埋葬された。息子ロバート・ヘンリー・イーデン（1831年に姓をイーデンからヘンリーに改める）が爵位を継承した。

## 家族
1783年8月7日、エリザベス・ヘンリー（Elizabeth Henley、1757年6月10日 – 1821年8月20日、初代ノーティントン伯爵ロバート・ヘンリーの娘）と結婚、3男1女をもうけた。
- フレデリック・モートン（1784年8月19日 – 1823年11月5日）
- ロバート・ヘンリー（英語版）（1789年9月3日 – 1841年2月3日） - 第2代ヘンリー男爵
- ウィリアム（1792年11月9日 – 1859年5月4日） - 聖職者。1820年1月19日、アンナ・マリア・ケラム（Anna MAria Kellam、1792年8月10日 – 1875年10月23日、ウィリアム・ケラムの娘）と結婚
- メアリー・ジェーン（1843年9月12日没） - 1824年9月23日、第2代準男爵サー・エドマンド・クラドック＝ハートップと結婚

## 関連図書
- Thorne, Roland. "Eden, Morton, first Baron Henley". Oxford Dictionary of National Biography (英語) (online ed.). Oxford University Press. doi:10.1093/ref:odnb/7453。 (要購読、またはイギリス公立図書館への会員加入。)

| 外交職                                | 外交職                                             | 外交職                              |
| ------------------------------------- | -------------------------------------------------- | ----------------------------------- |
| 先代 ヒュー・エリオット               | 在バイエルンイギリス公使 1776年 – 1779年           | 次代 ジョン・ハンプデン＝トレヴァー |
| 先代 ダニエル・デ・ラヴァル           | 在デンマークイギリス特命公使 1779年 – 1782年       | 次代 ヒュー・エリオット             |
| 先代 サー・ジョン・ステップニー準男爵 | 在ザクセンイギリス特命全権公使 1782年 – 1791年     | 次代 ヒュー・エリオット             |
| 先代 ジョセフ・ユワート               | 在プロイセンイギリス特命全権公使 1791年 – 1793年   | 次代 マームズベリー男爵             |
| 先代 エルギン伯爵                     | 在オーストリアイギリス特命全権公使 1793年 – 1794年 | 次代 スペンサー伯爵                 |
| 先代 セント・ヘレンズ男爵             | 在スペインイギリス特命全権公使 1794年              | 次代 ビュート伯爵                   |
| 先代 スペンサー伯爵                   | 在オーストリアイギリス特命全権公使 1794年 – 1799年 | 次代 ミントー男爵                   |
| アイルランドの爵位                    |                                                    |                                     |
| 爵位創設                              | ヘンリー男爵 第2期 1799年 – 1830年                 | 次代 ロバート・ヘンリー・ヘンリー   |